# Ютазинський район
Ютазинський район (рос. Ютазинский район, тат. Ютазы районы) — муніципальний район у складі Республіки Татарстан Російської Федерації.
Адміністративний центр — селище Уруссу.

## Адміністративний устрій
До складу району входять одне міське та 10 сільських поселень:
1. смт Уруссу
2. Абсалямовське сільське поселення
3. Акбаське сільське поселення
4. Байрякинське сільське поселення
5. Байряки-Тамацьке сільське поселення
6. Дим-Тамацьке сільське поселення
7. Каракашлінське сільське поселення
8. Старокаразирецьке сільське поселення
9. Ташкичуйське сільське поселення
10. Уруссинське сільське поселення
11. Ютазинське сільське поселення